# Ulrik Saltnes
Ulrik Saltnes (ur. 10 listopada 1992 w Brønnøysund) – norweski piłkarz występujący na pozycji środkowego pomocnika w norweskim klubie FK Bodø/Glimt.

## Kariera klubowa

### FK Bodø/Glimt
W 2011 roku podpisał kontrakt z klubem FK Bodø/Glimt. Zadebiutował 1 maja 2011 w meczu Pucharu Norwegii przeciwko Sortland IL (0:4), w którym zdobył swoją pierwszą bramkę. W OBOS-ligaen zadebiutował 22 kwietnia 2012 w meczu przeciwko IL Hødd (2:1). Pierwszą bramkę w lidze zdobył 14 października 2012 w meczu przeciwko Sarpsborg 08 FF (2:3). W sezonie 2013 jego zespół zajął pierwsze miejsce w tabeli i awansował do najwyższej ligi. W Eliteserien zadebiutował 16 maja 2014 w meczu przeciwko SK Brann (1:2). Pierwszą bramkę w Eliteserien zdobył 31 maja 2015 w meczu przeciwko Mjøndalen IF (5:1). W sezonie 2016 jego zespół zajął przedostatnie miejsce w tabeli i spadł do OBOS-ligaen. Po jednym sezonie spędzonym na drugim poziomie rozgrywkowym, jego drużyna zdobyła mistrzostwo ligi i awansowała do Eliteserien. W sezonie 2019 jego zespół zajął drugie miejsce w tabeli zdobywając wicemistrzostwo Norwegii. 27 sierpnia 2020 zadebiutował w kwalifikacjach do Ligi Europy UEFA w meczu przeciwko FK Kauno Žalgiris (6:1). W sezonie 2020 jego drużyna zajęła pierwsze miejsce w tabeli i zdobyła mistrzostwo Norwegii. 7 lipca 2021 zadebiutował w kwalifikacjach do Ligi Mistrzów UEFA w meczu przeciwko Legii Warszawa (2:3). 22 lipca 2021 zdobył pierwszą bramkę w kwalifikacjach do Ligi Konferencji Europy UEFA w meczu przeciwko Valurowi (0:3). 16 września 2021 zadebiutował w fazie grupowej Ligi Konferencji Europy UEFA w meczu przeciwko Zorii Ługańsk (3:1).

## Statystyki
(aktualne na dzień 21 września 2021)
| Klub               | Sezon              | Liga               | Liga  | Liga   | Puchar kraju | Puchar kraju | Europa | Europa | Suma  | Suma   |
| Klub               | Sezon              | Liga               | Mecze | Bramki | Mecze        | Bramki       | Mecze  | Bramki | Mecze | Bramki |
| ------------------ | ------------------ | ------------------ | ----- | ------ | ------------ | ------------ | ------ | ------ | ----- | ------ |
| Brønnøysund IL     | 2010               | 3. divisjon        | 1     | 0      | 0            | 0            | –      | –      | 1     | 0      |
| Brønnøysund IL     | Ogólnie            | Ogólnie            | 1     | 0      | 0            | 0            | 0      | 0      | 1     | 0      |
| FK Bodø/Glimt      | 2011               | OBOS-ligaen        | 0     | 0      | 1            | 1            | –      | –      | 1     | 1      |
| FK Bodø/Glimt      | 2012               | OBOS-ligaen        | 20    | 1      | 4            | 1            | –      | –      | 24    | 2      |
| FK Bodø/Glimt      | 2013               | OBOS-ligaen        | 11    | 1      | 4            | 0            | –      | –      | 15    | 1      |
| FK Bodø/Glimt      | 2014               | Eliteserien        | 7     | 0      | 3            | 0            | –      | –      | 10    | 0      |
| FK Bodø/Glimt      | 2015               | Eliteserien        | 17    | 1      | 3            | 1            | –      | –      | 20    | 2      |
| FK Bodø/Glimt      | 2016               | Eliteserien        | 12    | 0      | 4            | 0            | –      | –      | 16    | 0      |
| FK Bodø/Glimt      | 2017               | OBOS-ligaen        | 27    | 13     | 3            | 2            | –      | –      | 30    | 15     |
| FK Bodø/Glimt      | 2018               | Eliteserien        | 28    | 4      | 4            | 1            | –      | –      | 32    | 5      |
| FK Bodø/Glimt      | 2019               | Eliteserien        | 30    | 7      | 1            | 0            | –      | –      | 31    | 7      |
| FK Bodø/Glimt      | 2020               | Eliteserien        | 30    | 12     | 0            | 0            | 3      | 0      | 33    | 12     |
| FK Bodø/Glimt      | 2021               | Eliteserien        | 19    | 7      | 1            | 0            | 9      | 5      | 29    | 12     |
| FK Bodø/Glimt      | Ogólnie            | Ogólnie            | 201   | 46     | 28           | 6            | 12     | 5      | 241   | 57     |
| Ogólnie w karierze | Ogólnie w karierze | Ogólnie w karierze | 202   | 46     | 28           | 6            | 12     | 5      | 242   | 57     |

## Sukcesy

### FK Bodø/Glimt
- Mistrzostwo Norwegii (4×): 2020, 2021, 2023, 2024
- Wicemistrzostwo Norwegii (2×): 2019, 2022
- Mistrzostwo OBOS-ligaen (2×): 2013, 2017